# Telfes (Ratschings)

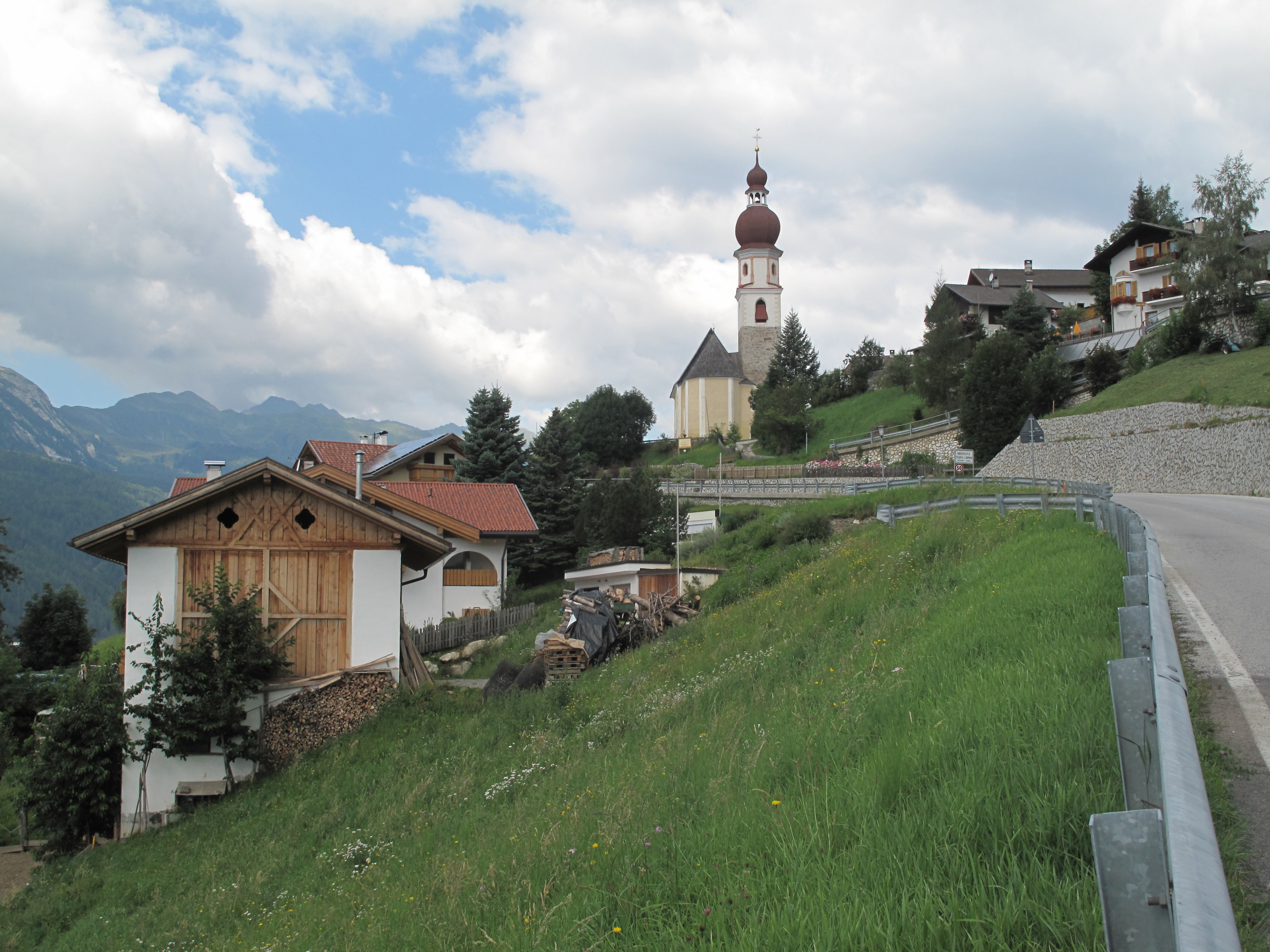
Ansicht von Obertelfes

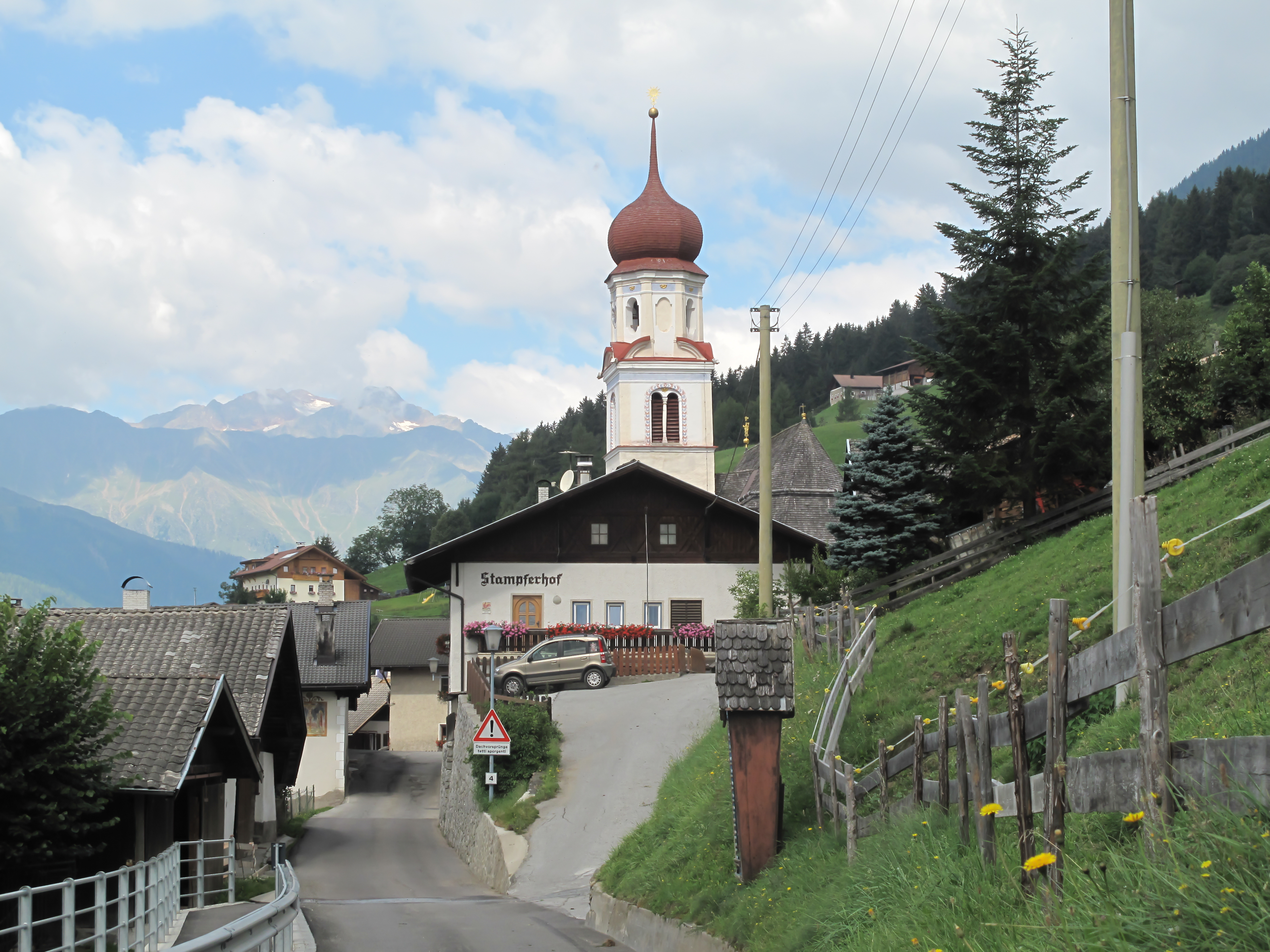
Ansicht von Untertelfes

Telfes (italienisch: Telves) ist eine Fraktion der Gemeinde Ratschings im Ridnauntal in Südtirol. Telfes gilt als eine der ersten Ansiedlungen in der Gemeinde. Die Fraktion besteht aus den beiden nur rund 200 Meter voneinander entfernten Dörfern Obertelfes und Untertelfes.

## Lage
Die Fraktion befindet sich auf dem südexponierten Sonnenhang am Eingang des Ridnauntals knapp westlich von Sterzing. Die Dörfer siedeln sich auf einer Höhe von etwa 1200 bis 1300 Metern an. Von Sterzing aus gesehen, ist das erste Dorf Obertelfes, das knapp drei Kilometer von Sterzing entfernt ist.

## Geschichte
In Untertelfes lebten die Knappen des Bergbaus an den Telfer Weißen, in Obertelfes hingegen die Bauern. Die Kirche in Untertelfes ist älter als jene in Obertelfes. Die Bedeutung des Namens Telfes ist ungeklärt. Ersturkundlich genannt wird die Siedlung in der sog. Quartinusurkunde von 827, in der der breonische Nurihtaler Quarti(nus) Besitz zu „Telues“ an das Kloster Innichen übertrug.
Nach einer Überschwemmung in Untertelfes und einen Brand in Obertelfes vereinten sich die zerstrittenen Bewohner von Telfes. Bis 1929 war Telfes eine eigenständige Gemeinde, ehe es zusammen mit Mareit, Ridnaun und Jaufental der Gemeinde Ratschings zugeschlagen wurde.
Heute leben rund 500 Einwohner in der Fraktion Telfes.

## Bildung
In Obertelfes gibt es eine Grundschule für die deutsche Sprachgruppe.

## Sage des „Witwe Brindl“
In Untertelfes gab es einmal drei Knappen, die unterhalb des Telfer Weißen Erz abbauten. Eines Tages kam ein Ochse vor die Stollen. Die Knappen waren so hungrig, dass sie den Ochsen lebendig häuteten und aufaßen. Darüber war Gott so enzürnt, dass er die Knappen lebendig im Stollen begrub. Ihre Frauen waren gerade bei einer Quelle beim Rasten, als sie die schlechte Botschaft erreichte. Daraufhin wurde diese Quelle „Witwebrindl“ (Witwenbrünnlein) genannt.